# Daničići
Daničići (cyr. Даничићи) – wieś w Bośni i Hercegowinie, w Republice Serbskiej, w gminie Foča. W 2013 roku liczyła 26 mieszkańców.
We wsi znajduje się twór geologiczny nazywany piaskowymi piramidami (bośn. pješčane piramide), zbudowany z piaskowców. Stanowi atrakcję turystyczną okolicy.